# آندره‌آ اوخدا
آندره‌آ اوخدا (اسپانیایی: Andrea Ojeda‎؛ زادهٔ ۱۷ ژانویهٔ ۱۹۸۵) بازیکن فوتبال زن اهل آرژانتین است.
وی همچنین در تیم ملی فوتبال زنان آرژانتین بازی کرده‌است.